# 워너 브라더스 스튜디오 투어 도쿄 – 메이킹 오브 해리 포터
워너 브라더스 스튜디오 투어 도쿄 – 메이킹 오브 해리 포터(일본어: ワーナーブラザース スタジオツアー東京 ‐ メイキング・オブ・ハリー・ポッター, 영어: Warner Bros. Studio Tour Tokyo – The Making of Harry Potter)는 일본 도쿄도 네리마구 가스가초에 있는 도보형 엔터테인먼트 시설이다. 건물 면적은 약 3만㎡이며, 《해리 포터 영화 시리즈》를 주제로 하고 있다.